# Anellini

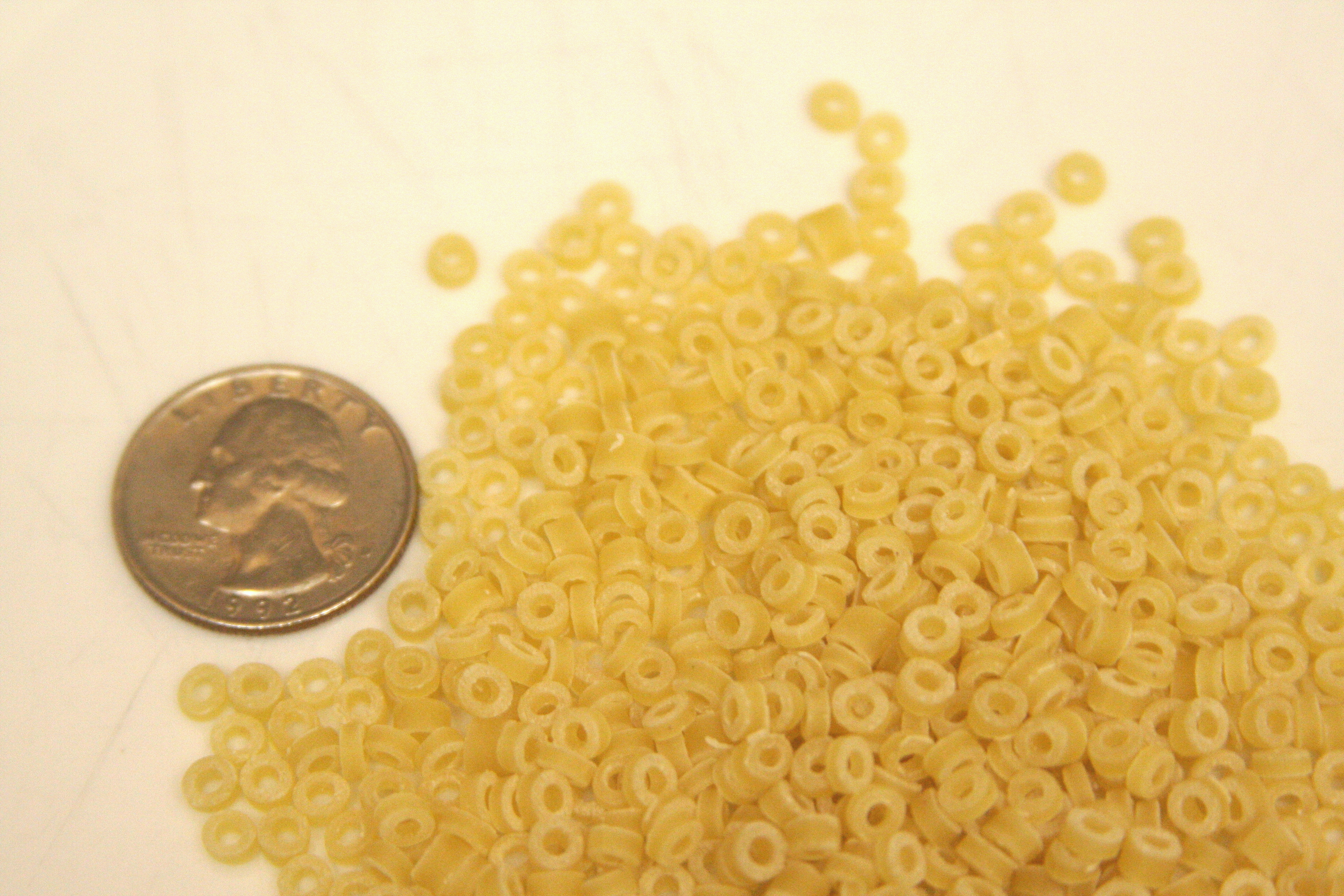
Anellini

Anellini (deutsch kleine Ringe) sind eine italienische Pastasorte.
Die Anellini sind eine verkleinerte Form der Anelli, haben jedoch nur über ein Viertel der Größe. Anellini sind ringförmige Nudeln. Sie gleichen in ihrer Form einer Scheibe von Penne mit glatter Oberfläche. Man verwendet die Anellini fast ausschließlich als Suppeneinlage. Die Kochzeit liegt bei sechs bis acht Minuten. Der Name Anellini stammt aus dem Italienischen und ist das Diminutiv von Anelli, welches so viel wie Ringe bedeutet.